# Leichtathletik-Weltmeisterschaften 2017/100 m der Frauen

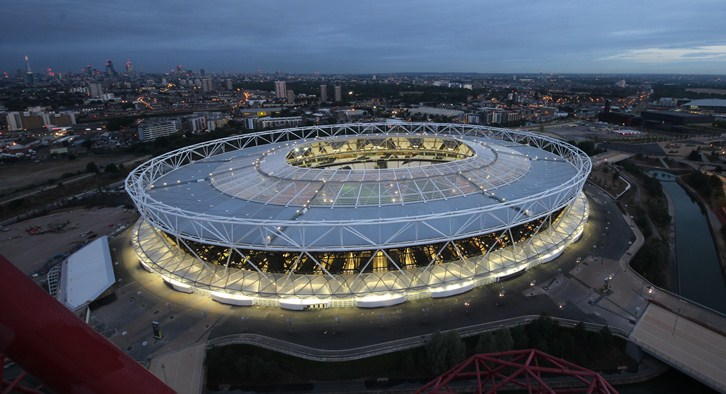
Das Olympiastadion London im Jahr 2017

Der 100-Meter-Lauf der Frauen wurde bei den Leichtathletik-Weltmeisterschaften 2017 wurde am 5. und 6. August 2017 im Olympiastadion der britischen Hauptstadt London ausgetragen.
Der 100-Meter-Lauf der Frauen bei den Leichtathletik-Weltmeisterschaften 2017 fand am 5. und 6. August 2017 in London, Großbritannien statt.
Weltmeisterin wurde die US-amerikanische Olympiazweite von 2016 und WM-Dritte von 2016 Tori Bowie, die über 200 Meter 2016 Olympiabronze errungen hatte und mit ihrer 4-mal-100-Meter-Staffel im Jahr zuvor Olympiasiegerin geworden war. Als Mitglied der Sprintstaffel ihres Landes gab es für sie hier in London sechs Tage später eine zweite Goldmedaille.

Die zweifache Bronzemedaillengewinnerin bei Afrikameisterschaften (2014/2016) Marie-Josée Ta Lou von der Elfenbeinküste belegte den zweiten Platz. Sie hatte bei drei Afrikameisterschaften zuvor weitere Medaillen errungen: 200 Meter: 2016 Gold / 2014 Silber / 2012 Bronze – 4 × 100 m: 2014 Silber / 2012 und 2016 jeweils Bronze.

Dritte wurde die niederländische Vizeweltmeisterin von 2015 und Europameisterin von 2014 Dafne Schippers. Sie war über 200 Meter Weltmeisterin von 2015, Olympiazweite von 2016 und Europameisterin von 2014. Mit der niederländischen Sprintstaffel war sie 2016 Europameisterin geworden und hatte im Siebenkampf 2013 WM-Bronze gewonnen. Hier in London entschied sie fünf Tage später außerdem das Rennen über 200 Meter für sich.

## Rekorde

### Bestehende Rekorde
| Weltrekord               | Florence Griffith-Joyner | 10,49 s | Indianapolis, USA      | 16. Juli 1988   |
| Weltmeisterschaftsrekord | Marion Jones             | 10,70 s | WM in Sevilla, Spanien | 28. August 1999 |

Der bereits seit 1987 bestehende WM-Rekord wurde bei diesen Weltmeisterschaften nicht eingestellt und nicht verbessert.

### Rekordverbesserungen
Es gab einen Kontinental- und einen Landesrekord:
- Kontinentalrekord:
  - 10,91 s (Südamerikarekord) – Rosângela Santos (Brasilien), zweites Halbfinale, Wind: −0,2 m/s
- Landesrekord:
  - 12,18 s – Patricia Taea (Cookinseln), dritter Vorlauf, Wind: −0,5 m/s

## Vorläufe
Aus den sechs Vorläufen qualifizierten sich die jeweils drei Ersten jedes Laufes – hellblau unterlegt – und zusätzlich die sechs Zeitschnellsten – hellgrün unterlegt – für das Halbfinale.

### Lauf 1

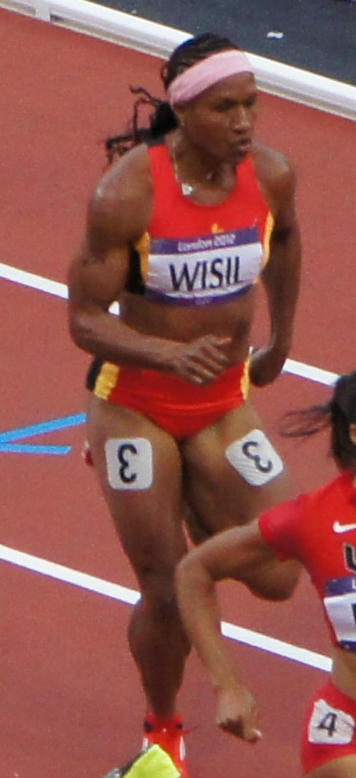
Toea Wisil – ausgeschieden als Fünfte in 11,41 m
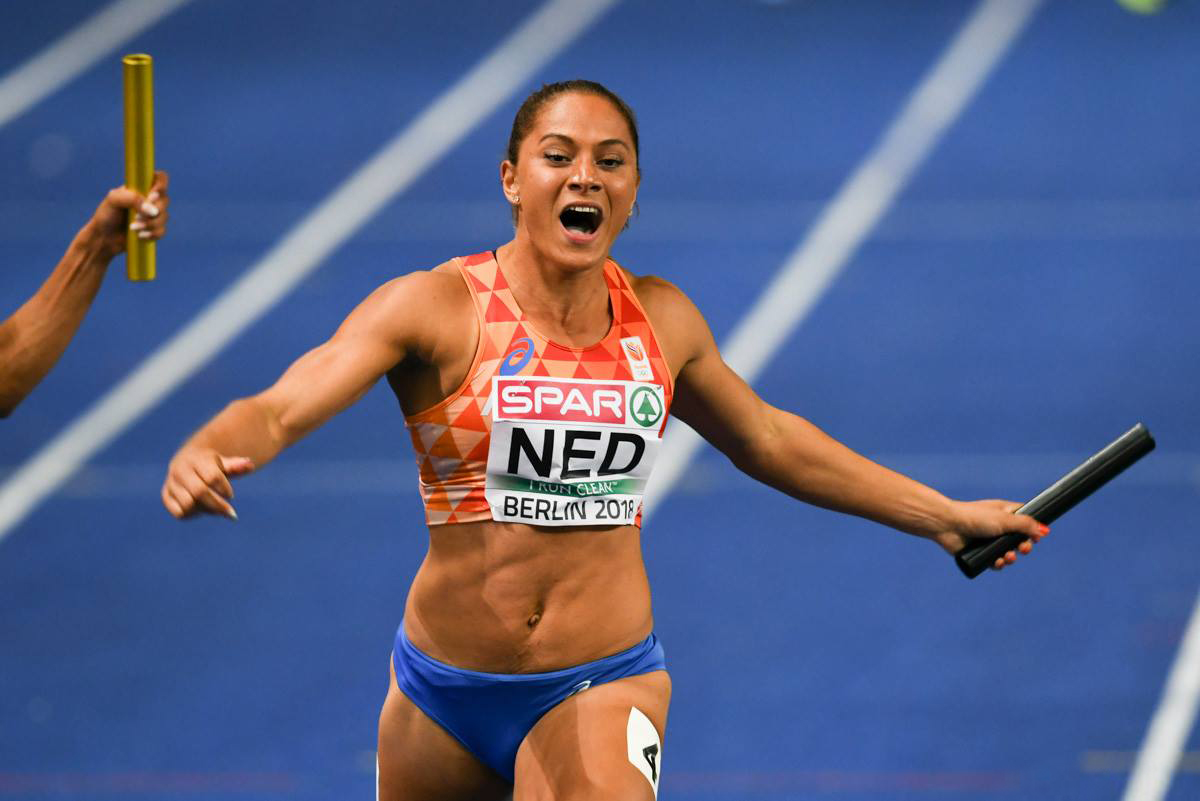
Naomi Sedney – ausgeschieden als Sechste in 11,43 m

5. August 2017 11:45 Uhr Ortszeit (12:45 Uhr MESZ)

Wind: +1,3 m/s
| Platz | Bahn | Name              | Land            | Zeit (s) |
| ----- | ---- | ----------------- | --------------- | -------- |
| 1     | 3    | Gina Lückenkemper | Deutschland     | 10,95 PB |
| 2     | 8    | Murielle Ahouré   | Elfenbeinküste  | 11,04    |
| 3     | 5    | Jura Levy         | Jamaika         | 11,05    |
| 4     | 2    | Asha Philip       | Großbritannien  | 11,14 SB |
| 5     | 4    | Toea Wisil        | Papua-Neuguinea | 11,41    |
| 6     | 9    | Naomi Sedney      | Niederlande     | 11,43    |
| 7     | 7    | Loi Im Lan        | Macau           | 12,00    |
| 8     | 6    | Ýelena Rýabowa    | Turkmenistan    | 12,27 PB |

### Lauf 2

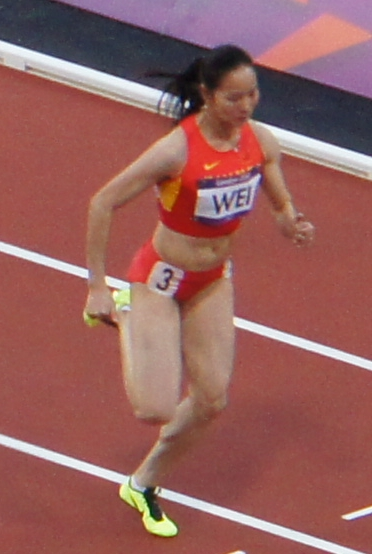
Wie Yongli – ausgeschieden als Vierte in 11,37

5. August 2017 11:54 Uhr Ortszeit (12:54 Uhr MESZ)

Wind: +0,8 m/s
| Platz | Bahn | Name                | Land                | Zeit (s) |
| ----- | ---- | ------------------- | ------------------- | -------- |
| 1     | 2    | Elaine Thompson     | Jamaika             | 11,05    |
| 2     | 5    | Crystal Emmanuel    | Kanada              | 11,14 PB |
| 3     | 3    | Ariana Washington   | USA                 | 11,28    |
| 4     | 6    | Wei Yongli          | Volksrepublik China | 11,37    |
| 5     | 7    | Khalifa St. Fort    | Trinidad und Tobago | 11,44    |
| 6     | 4    | Orphée Neola        | Frankreich          | 11,58    |
| 7     | 8    | Charlotte Wingfield | Malta               | 11,82    |

### Lauf 3

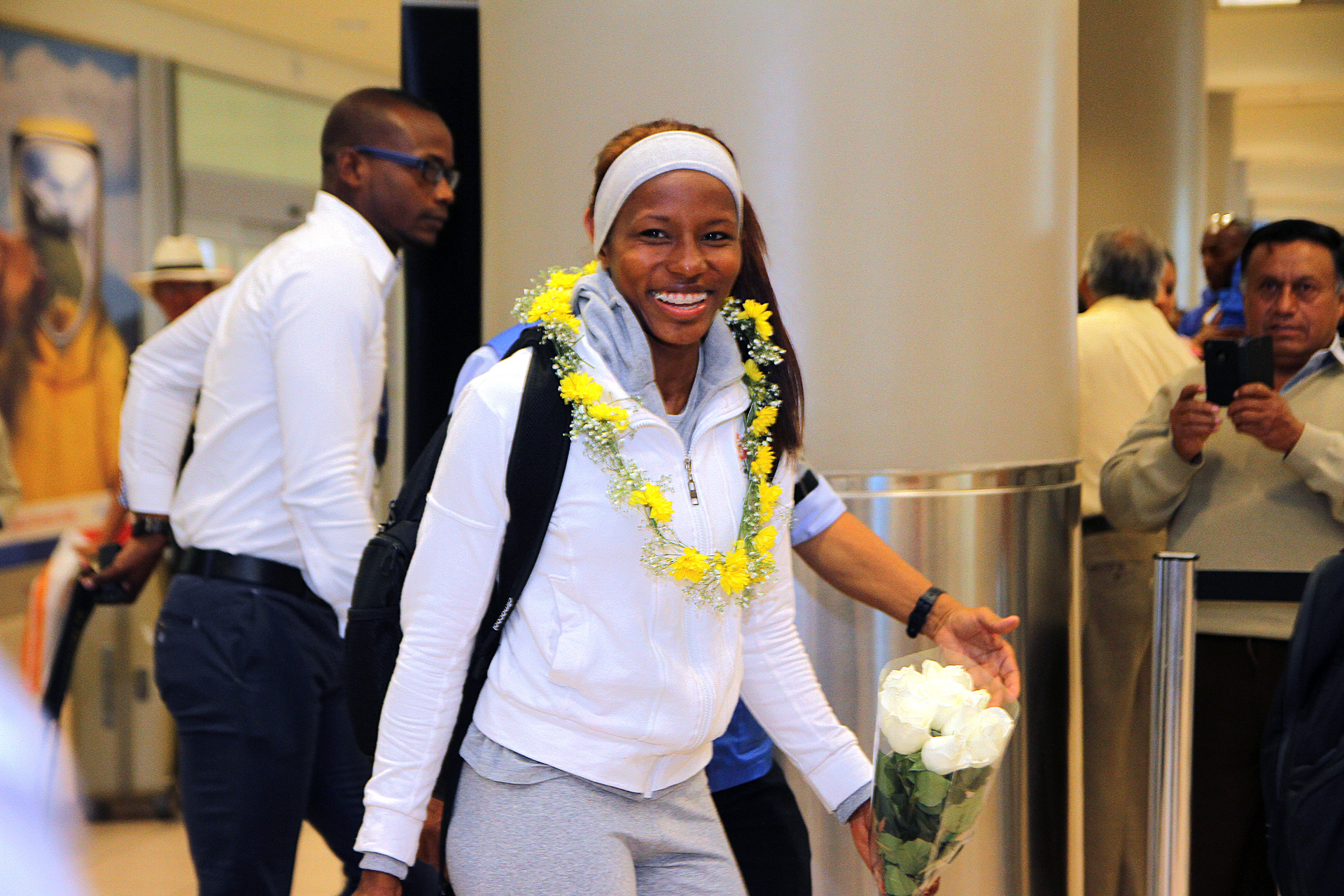
Ángela Tenorio – ausgeschieden als Fünfte in 11,33 s
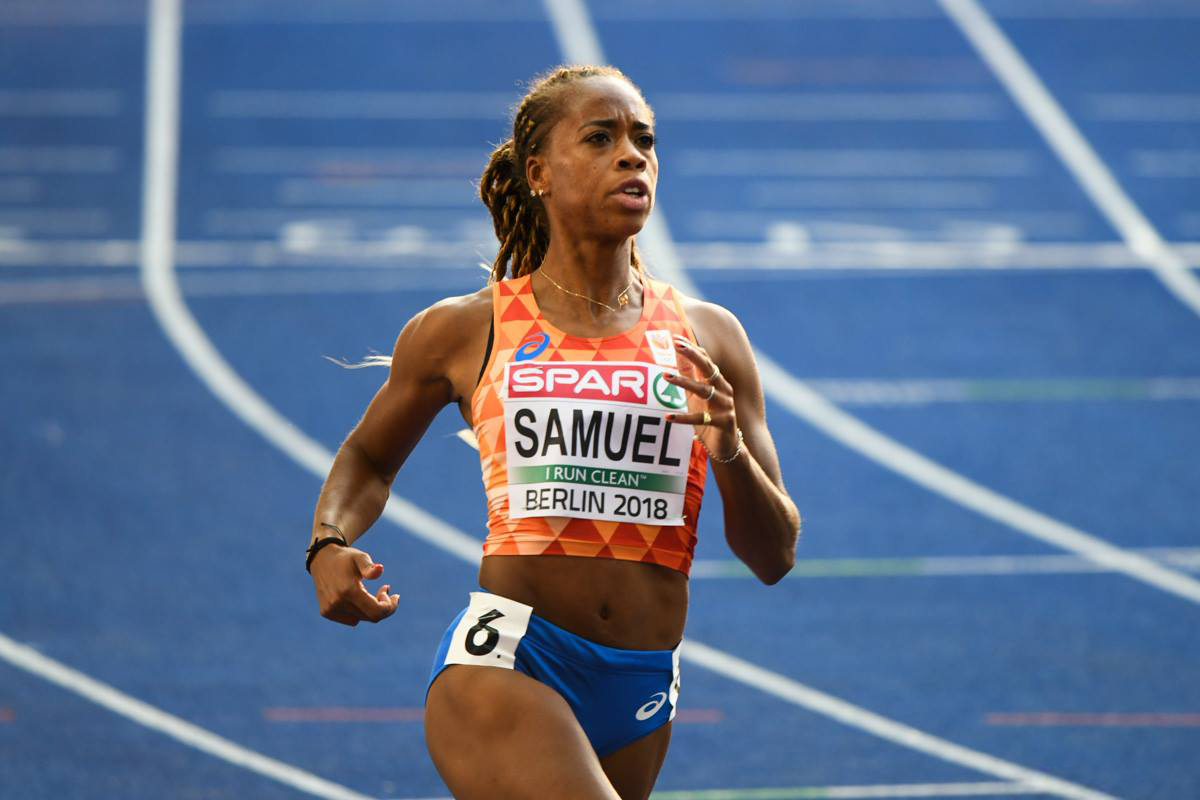
Jamile Samuel – ausgeschieden als Sechste in 11,52 s

5. August 2017 12:03 Uhr Ortszeit (13:03 Uhr MESZ)

Wind: −0,5 m/s
| Platz | Bahn | Name                    | Land           | Zeit (s) |
| ----- | ---- | ----------------------- | -------------- | -------- |
| 1     | 4    | Tori Bowie              | USA            | 11,05    |
| 2     | 8    | Blessing Okagbare       | Nigeria        | 11,22    |
| 3     | 9    | Iwet Lalowa-Collio      | Bulgarien      | 11,31    |
| 4     | 2    | Desiree Henry           | Großbritannien | 11,32    |
| 5     | 6    | Ángela Tenorio          | Ecuador        | 11,33    |
| 6     | 5    | Jamile Samuel           | Niederlande    | 11,52    |
| 7     | 7    | Patricia Taea           | Cookinseln     | 12,18 NR |
| 8     | 3    | Marie-Charlotte Gastaud | Monaco         | 13,52    |

### Lauf 4

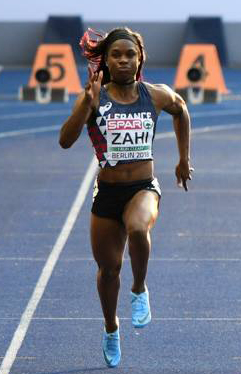
Carolle Zahi – ausgeschieden als Fünfte in 11,41 s

5. August 2017 12:12 Uhr Ortszeit (13:12 Uhr MESZ)

Wind: ±0,0 m/s
| Platz | Bahn | Name               | Land                   | Zeit (s) |
| ----- | ---- | ------------------ | ---------------------- | -------- |
| 1     | 7    | Marie-Josée Ta Lou | Elfenbeinküste         | 11,00    |
| 2     | 2    | Dafne Schippers    | Niederlande            | 11,08    |
| 3     | 9    | Carina Horn        | Südafrika              | 11,28    |
| 4     | 3    | Salomé Kora        | Schweiz                | 11,30    |
| 5     | 8    | Carolle Zahi       | Frankreich             | 11,41    |
| 6     | 5    | Marizol Landázuri  | Ecuador                | 11,59    |
| 7     | 6    | Rechelle Meade     | Anguilla               | 12,67    |
| 8     | 4    | Hereiti Bernardino | Französisch-Polynesien | 12,88    |

### Lauf 5

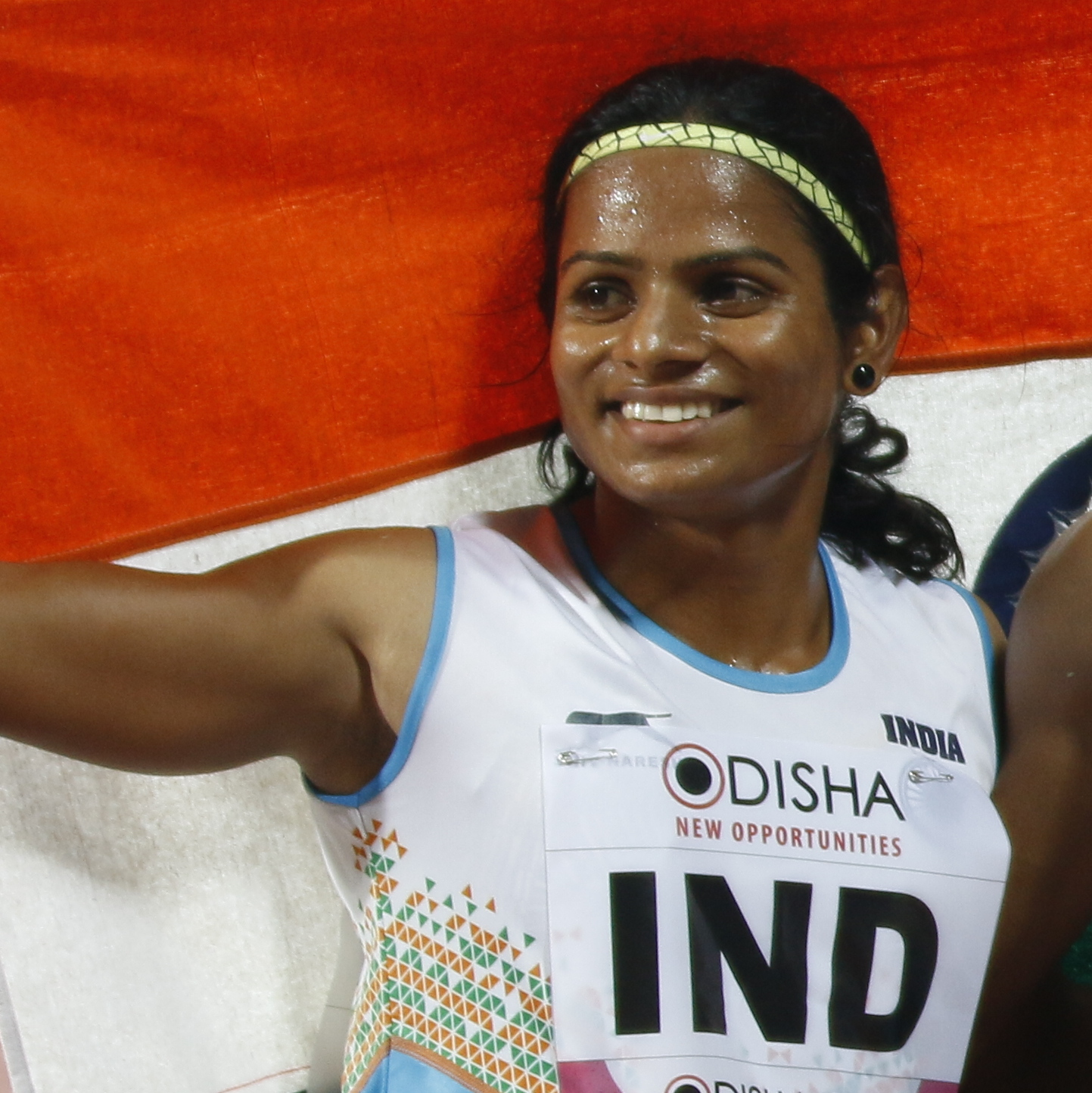
Dutee Chand – ausgeschieden als Sechste in 12,46 aus

5. August 2017 12:21 Uhr Ortszeit (13:21 Uhr MESZ)

Wind: −0,1 m/s
| Platz | Bahn | Name              | Land                  | Zeit (s)                    |
| ----- | ---- | ----------------- | --------------------- | --------------------------- |
| 1     | 9    | Rosângela Santos  | Brasilien             | 11,04 PB                    |
| 2     | 2    | Mujinga Kambundji | Schweiz               | 11.14                       |
| 3     | 7    | Michelle-Lee Ahye | Trinidad und Tobago   | 11,14                       |
| 4     | 3    | Simone Facey      | Jamaika               | 11,29                       |
| 5     | 8    | Leya Buchanan     | Kanada                | 11,84                       |
| 6     | 6    | Dutee Chand       | Indien                | 12,07                       |
| 7     | 4    | Gorete Semedo     | São Tomé und Príncipe | 12,46 PB                    |
| DSQ   | 5    | Tatjana Pinto     | Deutschland           | IAAF Rule 162.7 – Fehlstart |

### Lauf 6
5. August 2017 12:30 Uhr Ortszeit (13:30 Uhr MESZ)

Wind: +0,6 m/s
| Platz | Bahn | Name                  | Land                | Zeit (s) |
| ----- | ---- | --------------------- | ------------------- | -------- |
| 1     | 9    | Daryll Neita          | Großbritannien      | 11,15    |
| 2     | 6    | Deajah Stevens        | USA                 | 11,17g   |
| 3     | 3    | Natasha Morrison      | Jamaika             | 11,21    |
| 4     | 5    | Kelly-Ann Baptiste    | Trinidad und Tobago | 11,21    |
| 5     | 6    | Ewa Swoboda           | Polen               | 11,24 SB |
| 6     | 8    | Andrea Purica         | Venezuela           | 11,43    |
| 7     | 2    | Marcelle Bouele Bondo | Republik Kongo      | 12,15    |
| 8     | 7    | Zarinae Sapong        | Nördliche Marianen  | 13,29    |

## Halbfinale
Aus den drei Halbfinalläufen qualifizierten sich die beiden Ersten jedes Laufes – hellblau unterlegt – und zusätzlich die beiden Zeitschnellsten – hellgrün unterlegt – für das Finale.

### Lauf 1
6. August 2017 19:10 Uhr Ortszeit (20:10 Uhr MESZ)

Wind: +0,8 m/s
| Platz | Bahn | Name               | Land                | Zeit (s) |
| ----- | ---- | ------------------ | ------------------- | -------- |
| 1     | 7    | Marie-Josée Ta Lou | Elfenbeinküste      | 10,87 SB |
| 2     | 6    | Dafne Schippers    | Niederlande         | 10,98    |
| 3     | 2    | Kelly-Ann Baptiste | Trinidad und Tobago | 11,07    |
| 4     | 4    | Daryll Neita       | Großbritannien      | 11,16    |
| 5     | 9    | Jura Levy          | Jamaika             | 11,19    |
| 6     | 3    | Simone Facey       | Jamaika             | 11,23    |
| 7     | 8    | Iwet Lalowa-Collio | Bulgarien           | 11,25 SB |
| 8     | 5    | Deajah Stevens     | USA                 | 11,32    |

Im ersten Halbfinale ausgeschiedene Sprinterinnen:

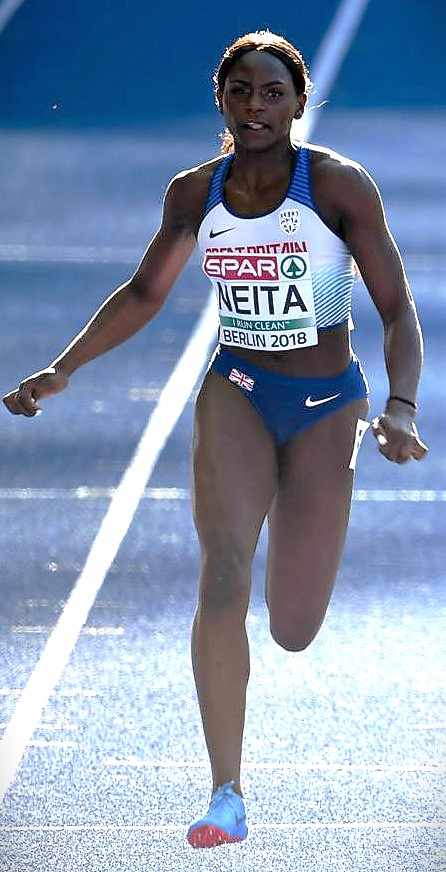
Daryll Neita Rang vier in 11,16 s
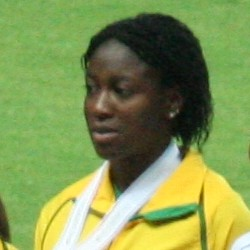
Simone Facey Rang sechs in 11,23 s
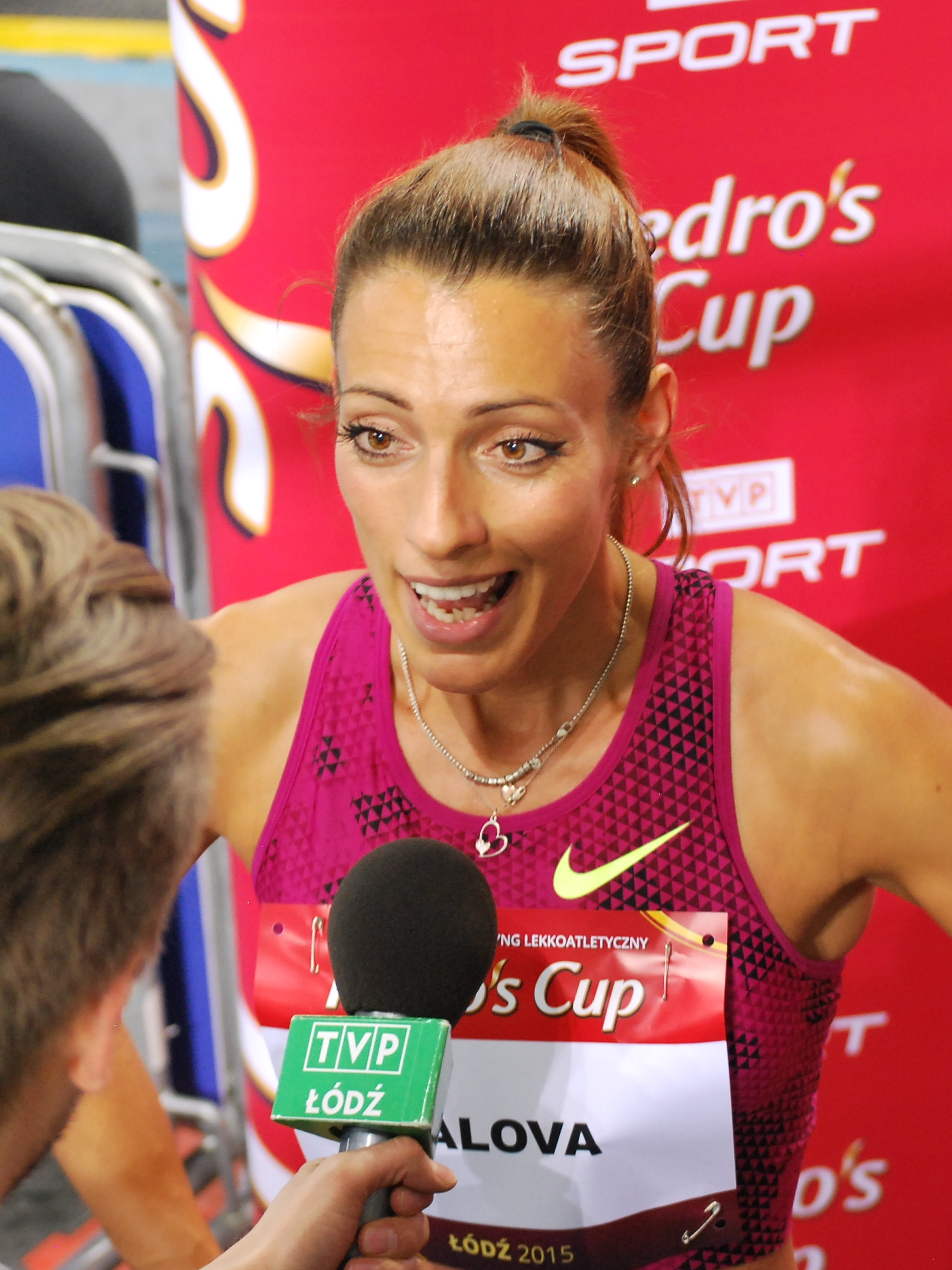
Iwet Lalowa-Collio Rang sieben in 11,25 s
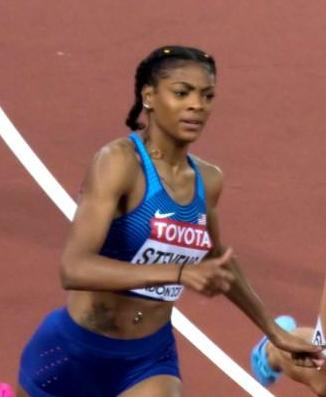
Deajah Stevens Rang acht in 11,32 s

### Lauf 2
6. August 2017 19:19 Uhr Ortszeit (20:19 Uhr MESZ)

Wind: −0,2 m/s
| Platz | Bahn | Name              | Land           | Zeit (s) |
| ----- | ---- | ----------------- | -------------- | -------- |
| 1     | 4    | Elaine Thompson   | Jamaika        | 10,84    |
| 2     | 6    | Rosângela Santos  | Brasilien      | 10,91 SR |
| 3     | 7    | Mujinga Kambundji | Schweiz        | 11,11    |
| 4     | 5    | Crystal Emmanuel  | Kanada         | 11,14 PB |
| 5     | 3    | Desiree Henry     | Großbritannien | 11,24    |
| 6     | 9    | Carina Horn       | Südafrika      | 11,26    |
| 7     | 8    | Ariana Washington | USA            | 11,29    |
| 8     | 2    | Ewa Swoboda       | Polen          | 11,35    |

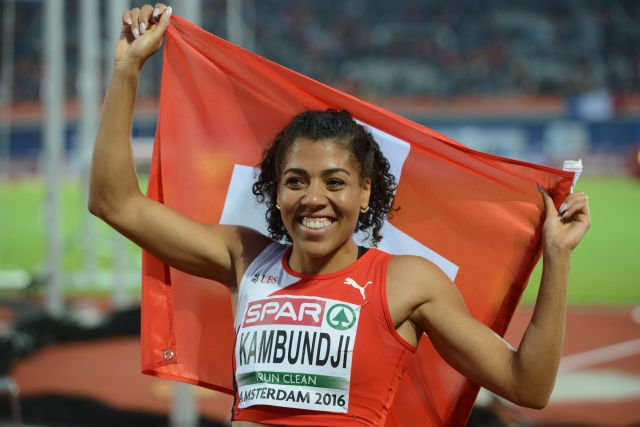
Mujinga Kambundji – ausgeschieden als Dritte in 11,11 s

Im zweiten Halbfinale ausgeschiedene Sprinterinnen:

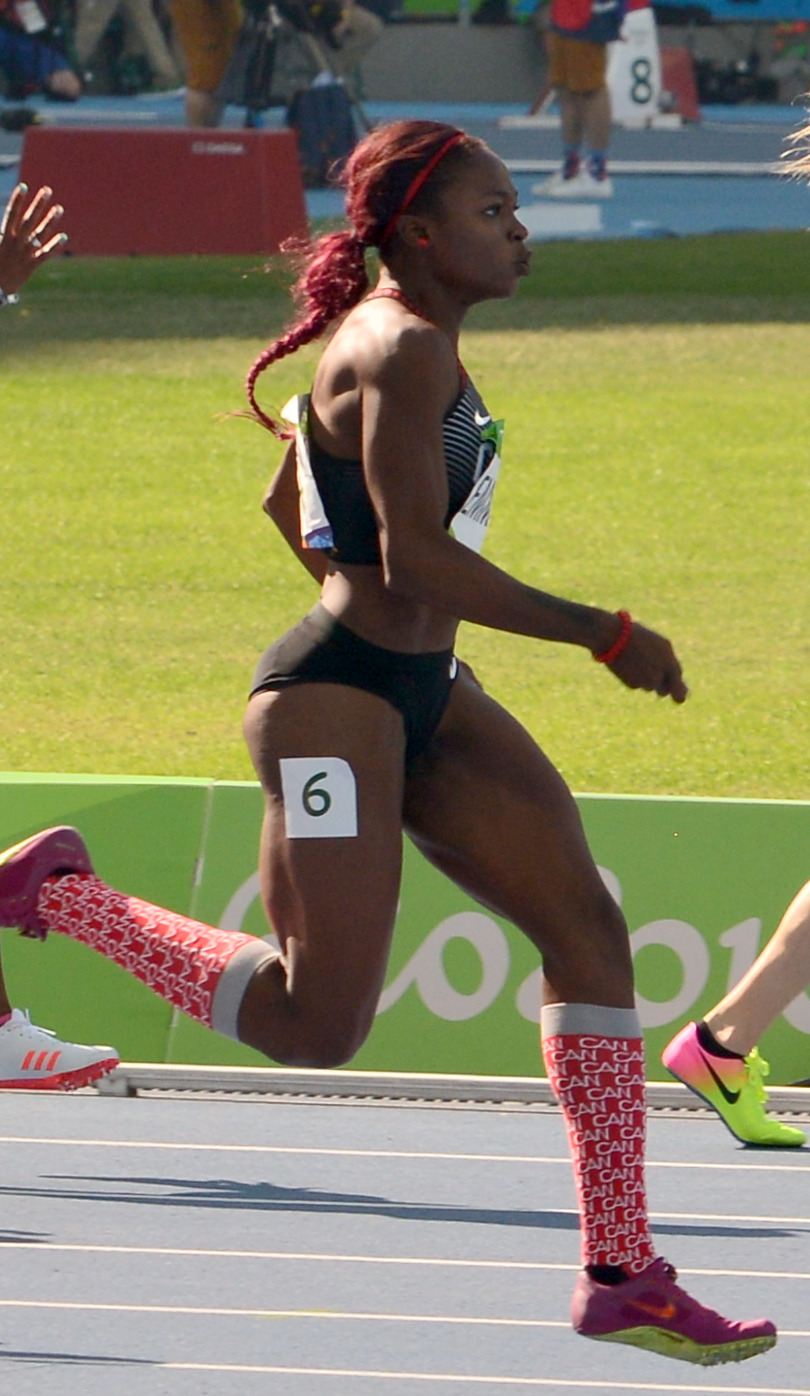
Crystal Emmanuel Rang vier in 11,14 s
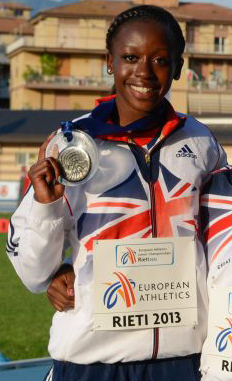
Desiree Henry Rang fünf in 11,24 s
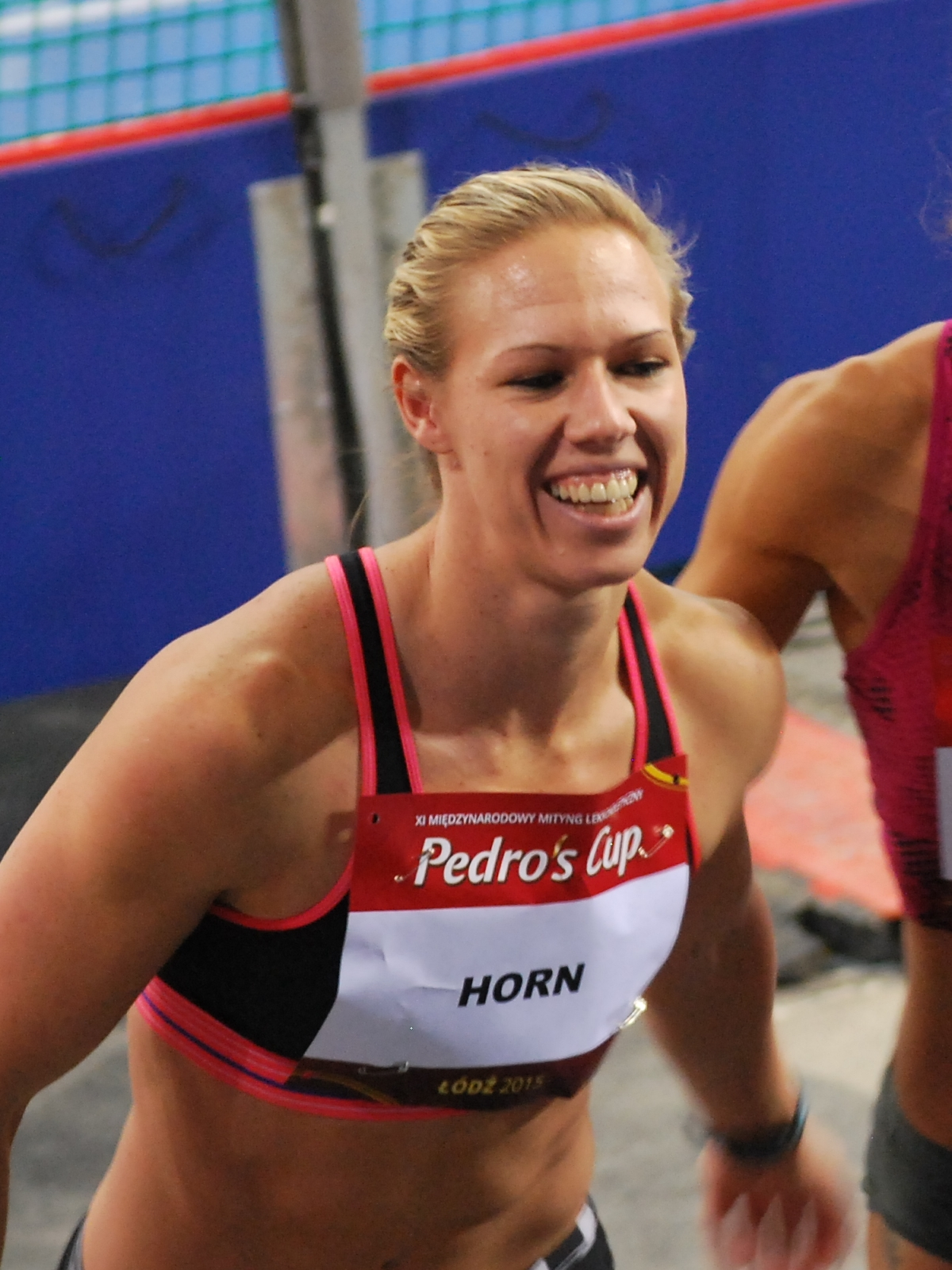
Carina Horn Rang sechs in 11,26 s
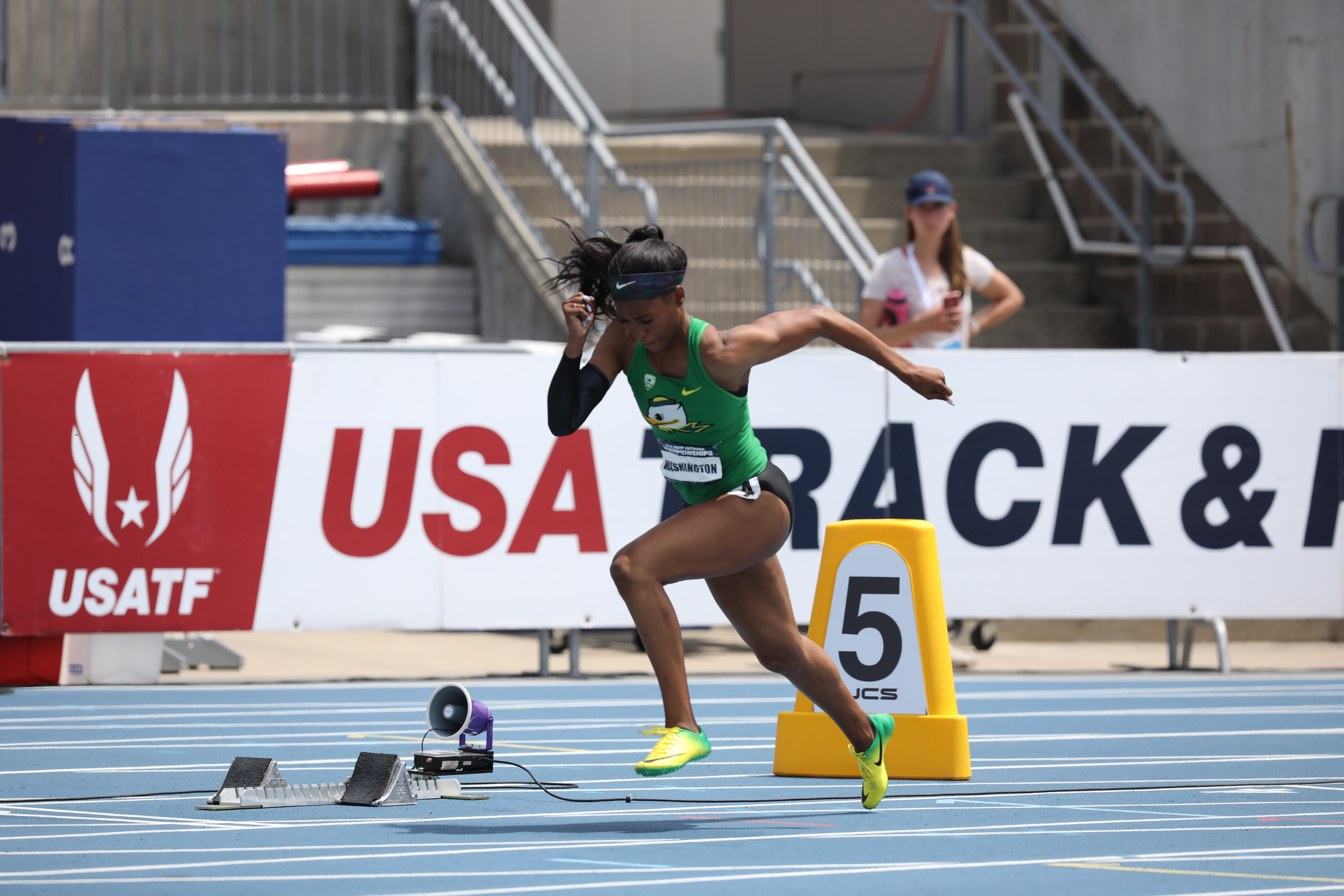
Ariana Washington Rang sieben in 11,29 s
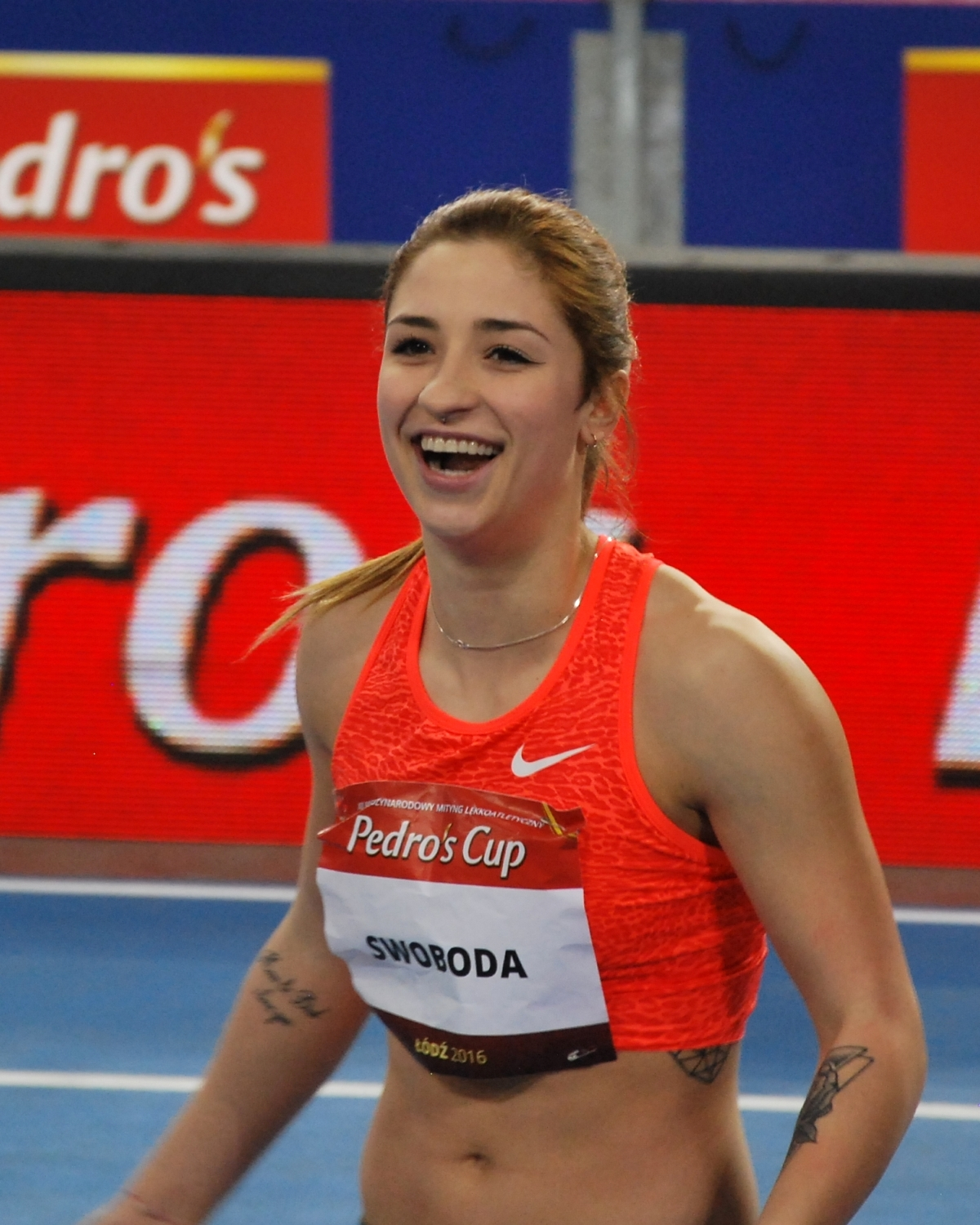
Ewa Swoboda Rang acht in 11,35 s

### Lauf 3
6. August 2017 19:28 Uhr Ortszeit (20:28 Uhr MESZ)

Wind: +0,2 m/s
| Platz | Bahn | Name              | Land                | Zeit (s) |
| ----- | ---- | ----------------- | ------------------- | -------- |
| 1     | 4    | Tori Bowie        | USA                 | 10,91    |
| 2     | 7    | Murielle Ahouré   | Elfenbeinküste      | 10,99    |
| 3     | 9    | Michelle-Lee Ahye | Trinidad und Tobago | 11,04    |
| 4     | 5    | Blessing Okagbare | Nigeria             | 11,08    |
| 5     | 8    | Natasha Morrison  | Jamaika             | 11,15    |
| 6     | 6    | Gina Lückenkemper | Deutschland         | 11,16    |
| 7     | 2    | Asha Philip       | Großbritannien      | 11,19    |
| 8     | 3    | Salomé Kora       | Schweiz             | 11,31    |

Im dritten Halbfinale ausgeschiedene Sprinterinnen:

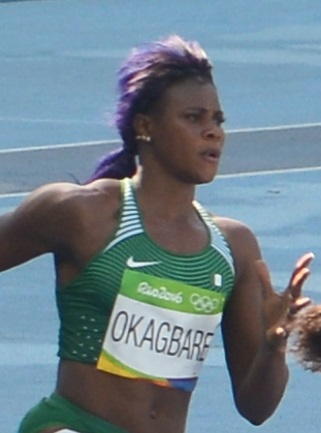
Blessing Okagbare Rang vier in 11,08 s
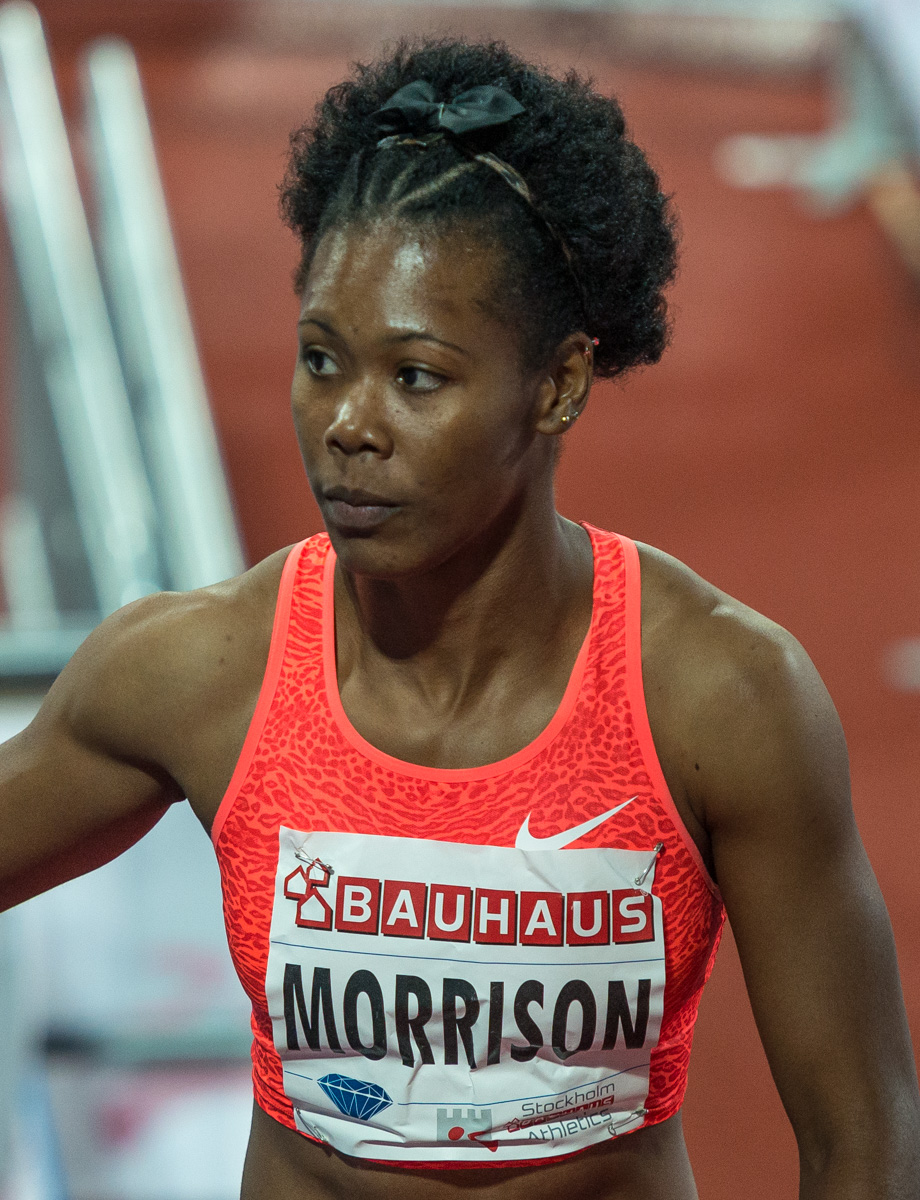
Natasha Morrison Rang fünf in 11,15 s
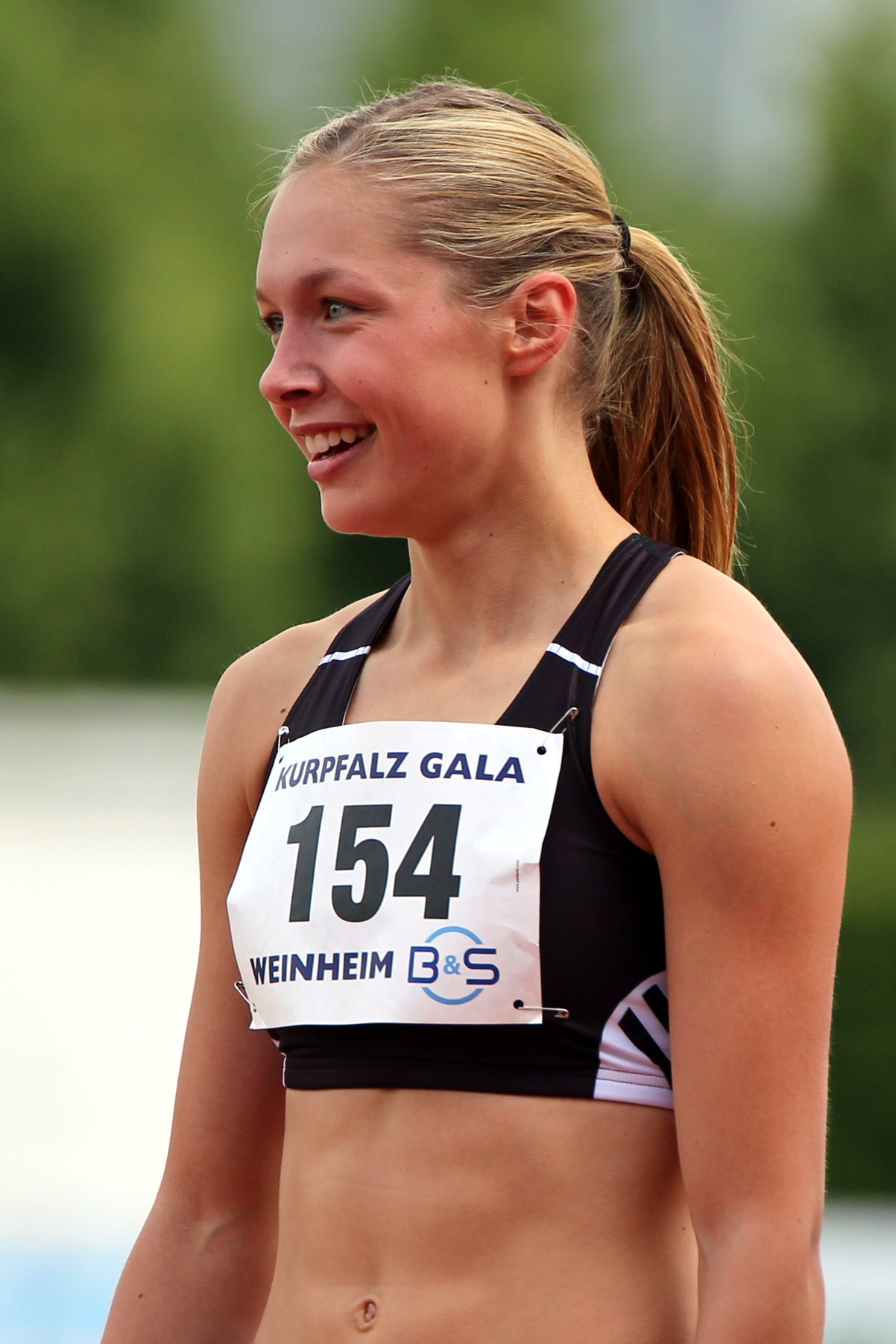
Gina Lückenkemper Rang sechs in 11,16 s
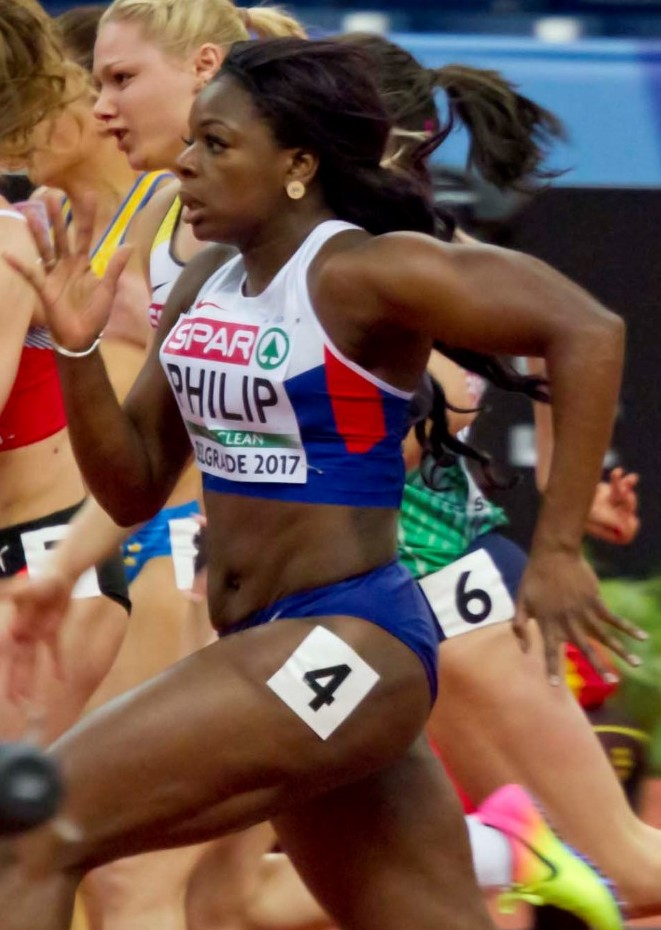
Asha Philip Rang sieben in 11,19 s
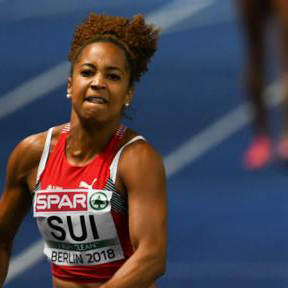
Salomé Kora Rang acht in 11,31 s

## Finale
6. August 2017, 21:50 Uhr Ortszeit (21:50 Uhr MESZ)

Wind: +0,1 m/s
Die Jamaikanerin Shelly-Ann Fraser-Pryce, unter anderem Weltmeisterin von 2013 und 2015, Olympiasiegerin von 2012 und 2016 noch einmal Olympiadritte, war hier in London nicht mehr dabei. Es zeichnete sich gerade auch nach den Halbfinalresultaten ein enges Rennen ab. Zu den Favoritinnen zählten Olympiasiegerin Elaine Thompson aus Jamaika – im Halbfinale mit der schnellsten Zeit, die US-amerikanische Olympiazweite und WM-Dritte von 2015 Tori Bowie, die niederländische Vizeweltmeisterin von 2015 Dafne Schippers sowie die Olympiavierte Marie Josée Ta Lou von der Elfenbeinküste – im Halbfinale Zweitschnellste. Hinzu kam noch die Brasilianerin Rosângela Santos – drittschnellste Halbfinalistin mit neuem Südamerikarekord.
Am besten kam Ta Lou aus den Startblöcken. Nach einer schnellen Startphase lagen Ta Lou und Kelly-Ann Baptiste aus Trinidad und Tobago nach fünfzig Metern knapp vorne. Auch auf der zweiten Streckenhälfte sah die Läuferin von der Elfenbeinküste sehr gut aus. Gegenüber fast allen Konkurrentinnen vergrößerte sie ihren kleinen Vorsprung. Aber von hinten flog Tori Bowie heran und holte sich auf den letzten Metern den Weltmeistertitel. Um nur eine Hundertstelsekunde geschlagen gewann Marie Josée Ta Lou die Silbermedaille. Eine Zehntelsekunde hinter ihr kam Dafne Schippers als Dritte ins Ziel. Murielle Ahouré, die zweite Sprinterin von der Elfenbeinküste in diesem Finale, erreichte den vierten Platz vor Elaine Thompson und Michelle-Lee Ahye aus Trinidad und Tobago. Siebte wurde Rosângela Santos, Kelly-Ann Baptiste belegte Rang acht.
| Platz | Bahn | Athletin           | Land                | Zeit (s) |
| ----- | ---- | ------------------ | ------------------- | -------- |
|       | 7    | Tori Bowie         | USA                 | 10,85 SB |
|       | 4    | Marie-Josée Ta Lou | Elfenbeinküste      | 10,86 PB |
|       | 9    | Dafne Schippers    | Niederlande         | 10,96    |
| 4     | 8    | Murielle Ahouré    | Elfenbeinküste      | 10,976   |
| 5     | 6    | Elaine Thompson    | Jamaika             | 10,978   |
| 6     | 3    | Michelle-Lee Ahye  | Trinidad und Tobago | 11,01    |
| 7     | 5    | Rosângela Santos   | Brasilien           | 11,06    |
| 8     | 2    | Kelly-Ann Baptiste | Trinidad und Tobago | 11,09    |

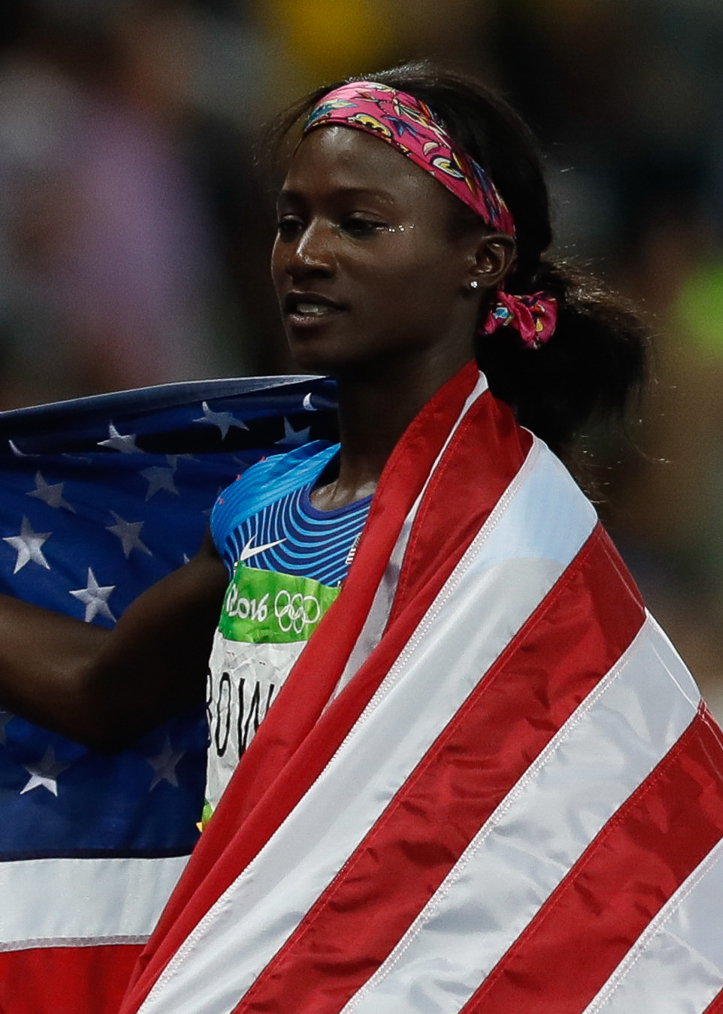
Weltmeisterin Tori Bowie, USA
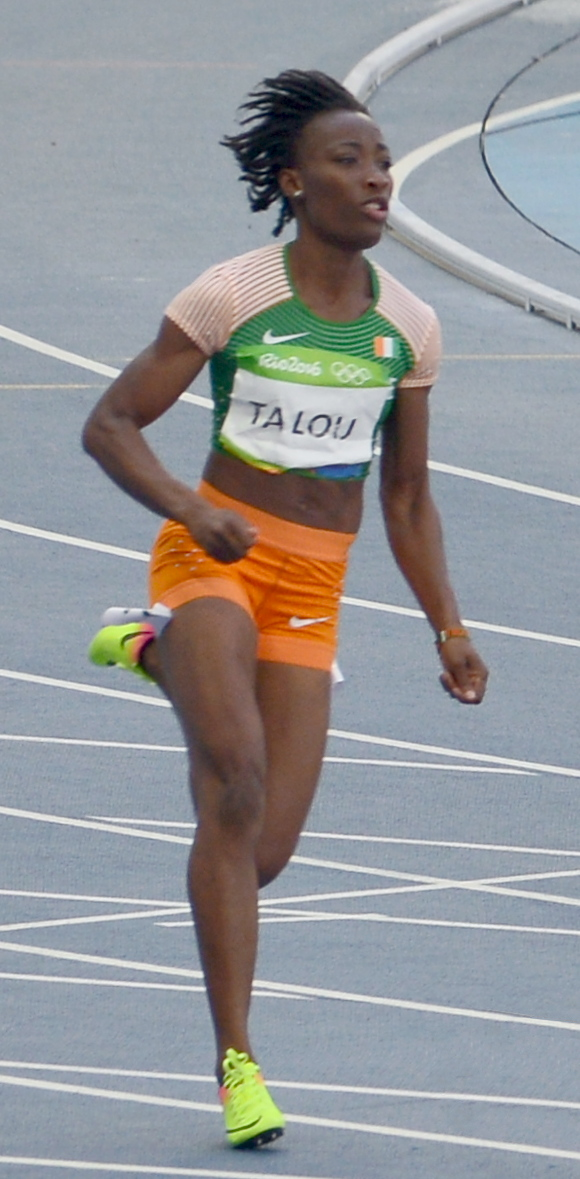
Vizeweltmeisterin Marie Josée Ta Lou, Elfenbeinküste
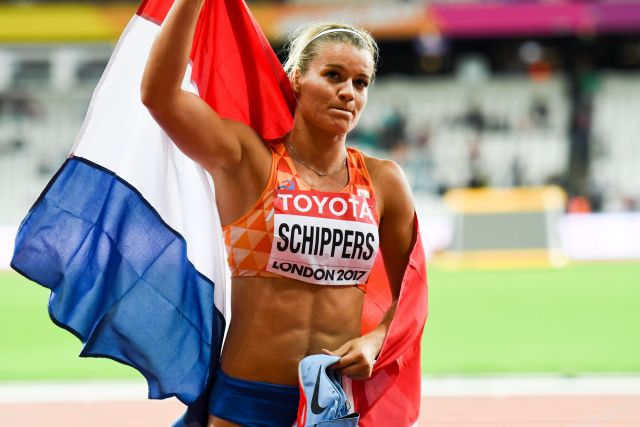
Bronzemedaillengewinnerin Dafne Schippers aus den Niederlanden
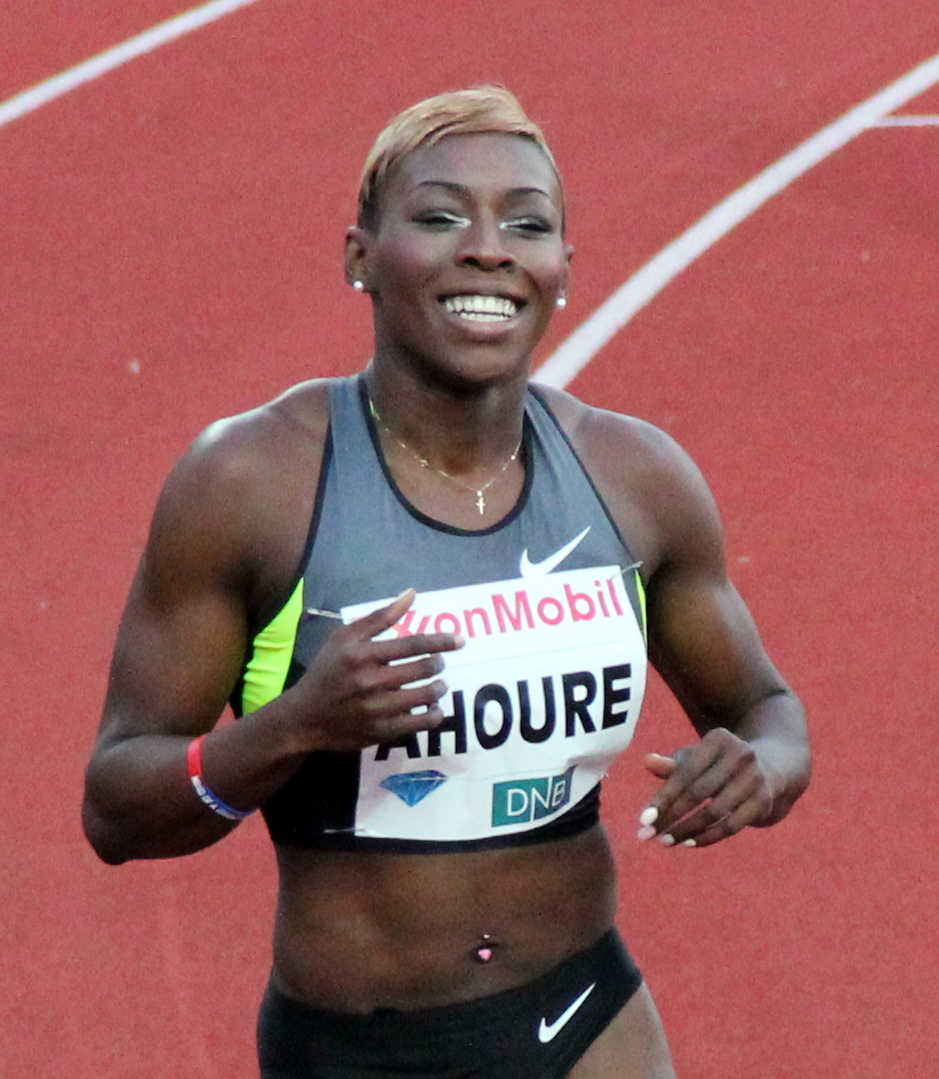
Murielle Ahourée von der Elfenbeinküste kam auf den vierten Platz
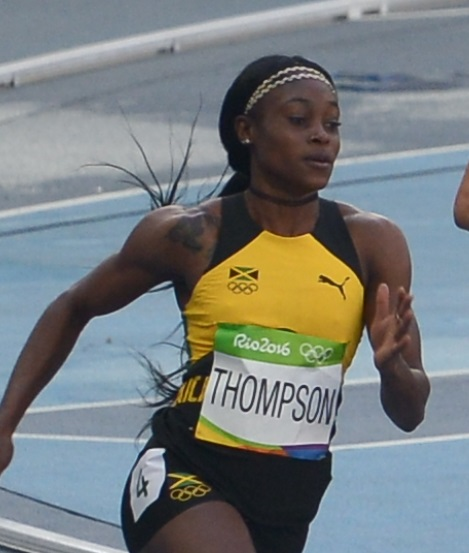
Rang fünf für die Jamaikanerin Elaine Thompson
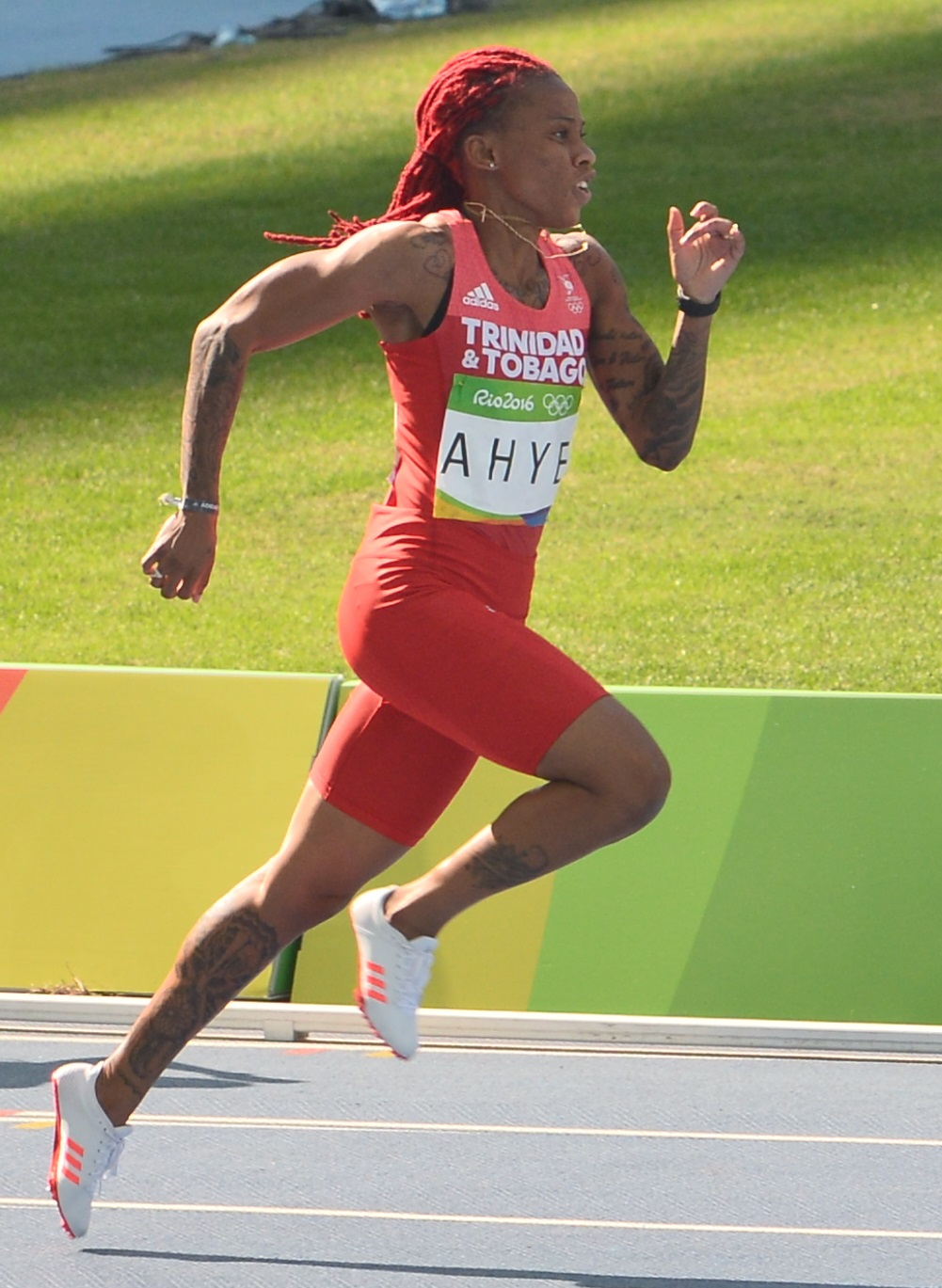
Michelle-Lee Ahye aus Trinidad und Tobago erreichte den sechsten Platz
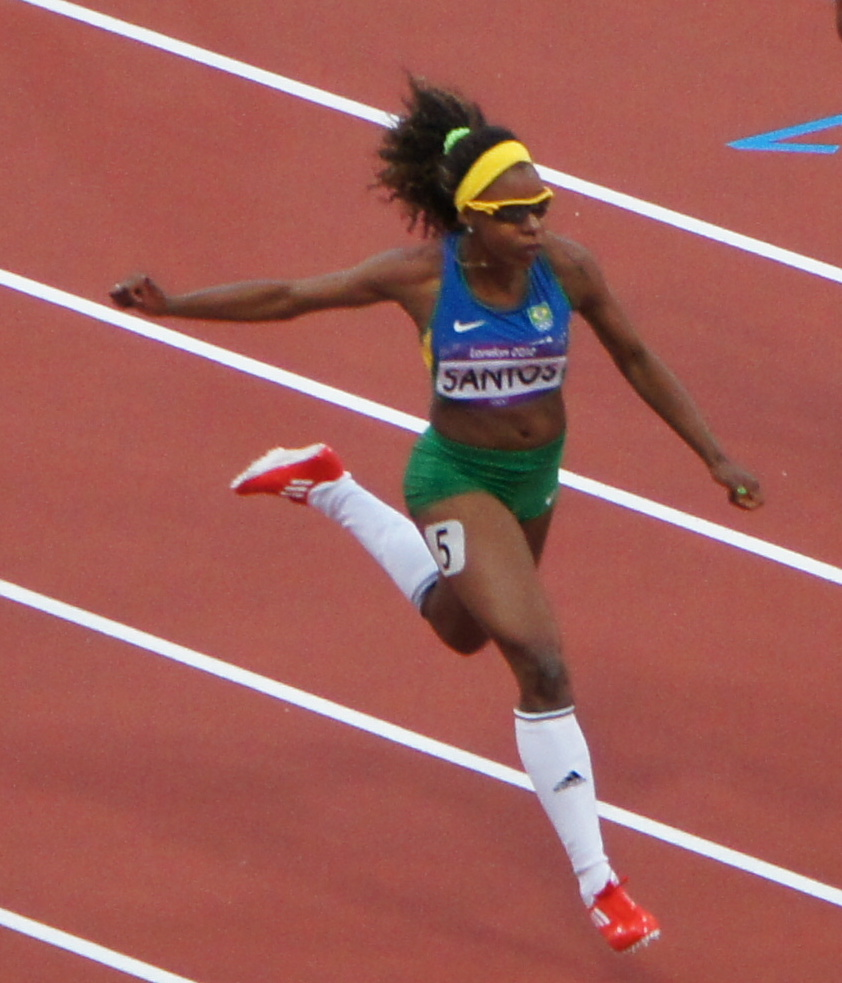
Die Brasilianerin Rosângela Santos kam auf Rang sieben
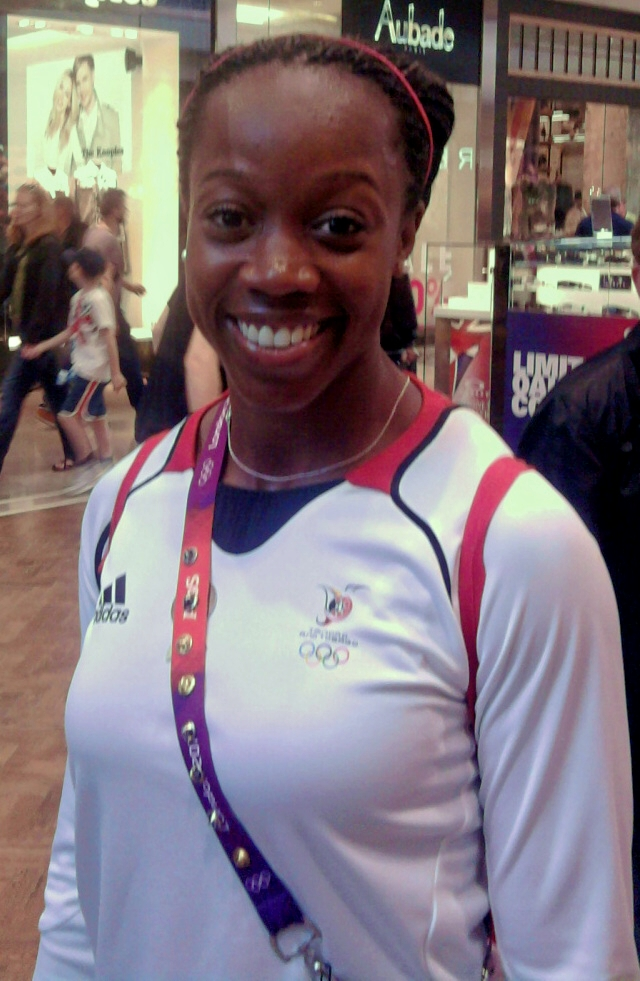
Kelly-Ann Baptiste, zweite Läuferin aus Trinidad und Tobago in diesem Finale, erreichte Platz acht

## Video
- WCH London 2017 Highlights - 100m - Women - Final - Tori Bowie wins, youtube.com, abgerufen am 3. März 2021